# Фране Каталинић
непознато
Фране Каталинић (итал. Francesco Cattalinich; Задар, Аустроугарска 4. октобар 1891 — 3. април 1976 је бивши италијански веслач хрватског порекла, учесник Олимпијских игара 1924. одржаних у Паризу и освајач бронзане медаље у дисциплини трке осмераца.
Фране Каталинић се родио 1889. године у Задру који је у то време био у саставу Аустроугарске. После Првог светског рата, Задар прелази у руке Италије, тако да Фране Каталинић постаје грађанин Италије и добија италијанско име: Франческо Каталинич.
На Олимпијских игара 1924.у Паризу, учествовао је као представник Италије и освојио бронзану медаљу. Поред њега посаду осмерца сачињавала су петорица Хрвата: два његова рођена брата Анте и Шимун, Виктор Љубић, Петар Иванов и Бруно Сорић као и три Италијана: Карло Тоњати, Латино Галаци и Ђузепе Кривели.